# Joey Lindsey
Joey Lindsey (Las Vegas, Nevada, 4 juli 1988) is een Amerikaanse langebaanschaatser.

## Persoonlijke records
| Afstand    | Tijd    | Datum            | Baan           |
| ---------- | ------- | ---------------- | -------------- |
| 500 meter  | 34,98   | 13 februari 2010 | Salt Lake City |
| 1000 meter | 1.09,86 | 3 januari 2011   | Salt Lake City |
| 1500 meter | 1.58,97 | 10 oktober 2009  | Milwaukee      |

(laatst bijgewerkt: 28 oktober 2022)

## Resultaten
| Jaar | Wereldbeker        | WK Sprint |
| ---- | ------------------ | --------- |
| 2010 | 45e 500m 32e 1000m | 14e       |
| 2011 | 42e 500m 57e 1000m | NC25e     |